# 型枠施工技能士
型枠施工技能士（かたわくせこうぎのうし）とは、国家資格である技能検定制度の一種で、都道府県職業能力開発協会（問題作成等は中央職業能力開発協会）が実施する、型枠施工に関する学科及び実技試験に合格した者をいう。
なお職業能力開発促進法により、型枠施工技能士資格を持っていないものが型枠施工技能士と称することは禁じられている。

## 概要
型枠を組み立てるための組立図を作成し、型枠を組み立てる技能を認定する資格で国家資格であり名称独占資格である。
等級には、1級及び2級があり、それぞれ上級技能者、中級技能者が通常有すべき技能の程度と位置づけられている。
型枠施工技能士は、職業訓練指導員 (建設科)の実技試験免除資格になっている。

## 実技作業試験内容（型枠工事作業）
- 1級
  - 作業試験：型起こし台（合板パネル）上に基礎型枠（片側半分のもの）の下ごしらえ及び組立てを行う。試験時間は5時間30分。
  - ペーパーテスト：躯体図及び仕様等に従い、型枠加工図（下ごしらえ図）に必要な寸法、パイプサポートの位置等について行う。試験時間は2時間。
- 2級：型起こし台（合板パネル）上に基礎型枠（片側半分のもの）の下ごしらえ及び組立てを行う。試験時間は5時間30分。

## 取得後の称号
技能検定に合格すると1級は厚生労働大臣名の、2級は各都道府県知事名の合格証書が交付され、技能士を称することができる。資格を表記する際には「1級型枠施工技能士」、「2級型枠施工技能士」のように等級を明示する必要がある。等級の非表示、等級表示位置の誤り、職種名の省略表示などは不可である。
なお職業能力開発促進法により、型枠施工技能士資格を持っていないものが型枠施工技能士と称することは禁じられている。